# Ron Jarzombek
Ron Jarzombek (San Antonio, 15 dicembre 1965) è un chitarrista statunitense, fratello del noto batterista Bobby Jarzombek.

## Biografia
Agli inizi degli anni ottanta, fondò una band heavy metal chiamata Slayer, in seguito rinominata "S.A. Slayer", a causa di omonimia con il gruppo guidato da Kerry King, con la quale ha solamente inciso un disco. Attualmente è un membro dei Watchtower ed è impegnato in un progetto solista con i Spastic Ink e con altri gruppi, e un insegnante di chitarra a San Antonio, Texas.

### Stile musicale
La sua tecnica è descritta al meglio come una via di mezzo tra lo stile di Joe Satriani e l'extreme metal, arricchito da un'unica personalità on stage. Per i suoi show Ron è solito gettarsi in assoli veloci e complessi, arricchiti da scenari proiettati su grandi schermi.

## Discografia
Solista
- "PHHHP!", 1998
- "Solitarily Speaking Of Theoretical Confinement", 2002

Con gli Spastic Ink
- "Ink Complete", 1997
- "Ink Compatible", 2004

Con gli Watchtower
- "Control And Resistance", 1989
- "Demonstrations in Chaos", 1998

Con i Gordian Knot
- "Gordian Knot", 1998

Con i Blotted Science
- Blotted Science - "The Machinations of Dementia", 2006